# Babiana pauciflora
Babiana pauciflora är en irisväxtart som beskrevs av Gwendoline Joyce Lewis. Babiana pauciflora ingår i släktet Babiana och familjen irisväxter. Inga underarter finns listade i Catalogue of Life.